# امیر خداوردی

امیر خداوردی (۱۵ مرداد ۱۳۵۹، تهران) نویسنده، دین‌پژوه و منتقد ادبی ایرانی است.
رمان‌های «آلوت» و «جنون خدایان» از آثار منتشر شده اوست. خداوردی برگزیده جشنواره اشراق، تحسین‌شده هیئت داوران جایزه احمد محمود و نامزد نهایی جایزه جلال آل احمد بوده‌است.
امیر خداوردی هم فارغ‌التحصیل سطح چهارم فقه و اصول (دکتری) از حوزه علمیه قم است و هم کارشناسی ارشد ادبیات فارسی دارد. خداوردی در داستان‌هایش به آثار، نتایج و پیامدهای دین در جامعه و روان انسان توجه ویژه‌ای دارد.

## فعالیت ادبی
امیر خداوردی با داستان‌نویسی در دوران دبیرستان و با حضور در فرهنگسراها آشنا شد. پس از آن به تحصیل در حوزه علمیه مشغول شد و هم‌زمان در جلسات حوزه هنری تهران شرکت کرد. مدتی از نوشتن داستان بازماند تا آنکه در قم در سال ۱۳۸۷ دوباره در جلسات داستان‌نویسی حاضر شد. وی در کارگاه‌های نویسندگی محمدحسن شهسواری دوره دیده‌است و اولین رمانش «آمین می‌آورم» خروجی همین دوره آموزشی است.
«آمین می‌آورم» توسط نشر هیلا (انتشارات ققنوس) به چاپ رسید. در این زمان خداوردی به نوشتن رمان دوم‌ش مشغول شد. این بار در مدرسه رمان مؤسسه شهرستان ادب حضور پیدا کرد و رمان آلوت را نوشت و در نهایت این اثر توسط انتشارات نگاه در اردیبهشت ۱۳۹۶ منتشر شد. خداوردی علاوه بر این‌ها در کارگاه رمان‌نویسی مهسا محب‌علی نیز دوره دیده‌است.
خداوردی دغدغه مذهب و جامعه را هم‌زمان در رمان‌هایش مطرح می‌کند. رمان «آمین می‌آورم»، دربارهٔ زندگی شخص طلبه‌ای است که قصد خودکشی دارد اما جسارت یا حماقت این کار را ندارد، و رمان آلوت که نام اولیه آن «فتح اصفهان» بود، نشان می‌دهد که چگونه از به‌هم‌پیوستن تعصب دینی، جهل مردمان و ظلم و دخالت استعمار، اندیشهٔ خودمقدس‌پندار خشونت‌آمیز تکفیری شکل می‌گیرد و قصد فتح اصفهان می‌کند.
امیر خداوردی در سال ۱۳۹۹ رمان دیگری با عنوان «جنون خدایان» منتشر کرد که تمایز آن با دیگر آثار ادبیات داستانی فارسی از همان ابتدا مورد توجه منتقدین قرار گرفت.

### رمان
- «آمین می‌آورم». تهران: ۱۳۹۴ نشر هیلا.
- «آلوت». تهران: ۱۳۹۶ نشر نگاه.
- «جنون خدایان». تهران: ۱۳۹۹ نشر ثالث.

### غیر داستانی
- درسنامه علم نحو. قم: ۱۳۹۴مرکز مدیریت حوزه علمیه.

### تصحیح و تحقیق
- مقالات حول مباحث الألفاظ. سید علی موسوی بهبهانی. قم: ۱۳۹۱نشر دلیل‌ما.